# Золотарівка (Сіверськодонецький район)
Золотарі́вка — село в Україні, у Лисичанській міській громаді Сіверськодонецького району Луганської області. Населення становить 631 осіб.

## Географія
Село розташоване приблизно в 3 км від с. Верхньокам'янка. 
Відстань до районного центру приблизно 17 км, до обласного центру приблизно 80 км.

## Історія
За даними 1859 року тут існувало 2 поселення:
- Золотареве (Банівка, Вищій Сурів Яр), панське село, вгорі Сурова Яру, 16 господ, 121 особа;
- Нововасилівка (Вищій Сурів Яр, Банівка), панське село, вгорі Сурову Яру, 17 господ, 141 особа.[1]

Село постраждало внаслідок геноциду українського народу, вчиненого урядом СССР у 1932—1933 роках, кількість встановлених жертв — 82 людей.
17 вересня 2014-го біля мосту поблизу села Золотарівка Попаснянського району, у напрямку до міста Сіверськ, було виявлено тіло чоловіка з простреленою головою. Ним виявився підполковник міліції Віталій Петренко, якого 8 липня 2014 року було викрадено терористами у Лисичанську.

## Новітня Історія
Захоплено ЛНР у 2022 році. 3 січня 2023 року ЗСУ звільнили цей населений пункт.

## Відомі люди
- Грицютенко Іван Єфремович — український мовознавець, доктор філологічних наук, професор.

## Також
- Перелік населених пунктів, що постраждали від Голодомору 1932-1933, Луганська область